# 5280 Andrewbecker
5280 Andrewbecker eller 1988 PT är en asteroid i huvudbältet som upptäcktes 11 augusti 1988 av de amerikanska astronomerna Celina Mikolajczak och Robert F. Coker vid Palomar-observatoriet. Den är uppkallad efter den amerikanske astronomen Andrew C. Becker.
Asteroiden har en diameter på ungefär 11 kilometer.